# کانا اویاما
کانا اویاما (انگلیسی: Kana Oyama؛ زادهٔ ۱۹ ژوئن ۱۹۸۴) بازیکن والیبال اهل ژاپن است.